# حصار معسكر كاوا كاوا
حصار معسكر كاوا كاوا (بالفلبينية: Pagkubkob sa Kampo Cawa-Cawa) كان حصارًا على معسكر الشرطة الوطنية المتكاملة التابع للشرطة الفلبينية وذلك من قبل قوات الأمن الفلبينية في الفترة من 3 إلى 5 يناير 1989، بعد أن أخذ شرطي مارق ضابط المخيم كرهينة.
تم اعتقال ريزال علي أحد رجال الدورية وعدة رجال آخرين على ذمة التحقيق في تورطهم المزعوم في مقتل عمدة مدينة زامبوانجا سيزار كليماكو في 14 نوفمبر 1984. اتخذ الجنرال إدواردو باتالا القائد الإقليمي لـ قيادة شرطة العاصمة الفلبينية الذي كان مكتبه في المعسكر قرارًا بنقل الرجال المحتجزين إلى مانيلا، ومع ذلك رفض ريزال علي التعاون. كان باتالا قد استدعى الرجال إلى مكتبه لعقد مؤتمر، لكن المحادثات تدهورت إلى تبادل ساخن بالكلام من كلا الطرفين بعد يصراخهما على بعضهما البعض. تمكن علي ورفاقه من السيطرة على حراسهم وأخذوا باتالا ومساعده الكولونيل روميو أبيندان وعدة آخرين كرهائن.
بعد حصار استمر 3 أيام أمر رئيس أركان القوات المسلحة الفلبينية ريناتو دي فيلا بالهجوم على المعسكر. قررت قوات الأمن الفلبينية مهاجمة المعسكر بطائرات الهليكوبتر. أشعلت الصواريخ التي انطلقت من الطائرة النيران في المبنى الذي كان يُحتجز فيه الجنرال باتالا واحترق بالكامل. تم العثور لاحقًا على باتالا وأبندان وعدد 18 آخرين من أفراد جهاز الشرطة الوطنية محترقين. تمكن علي من الفرار من المخيم المدمر، وشق طريقه إلى باسيلان وفي النهاية وصل إلى صباح ماليزيا.
اعتقل علي من قبل السلطات الماليزية في 18 أغسطس 1994 ووجهت إليه تهمة حيازة أسلحة نارية بشكل غير قانوني. تم تسليمه إلى الفلبين في عام 2006. تم اعتقاله في معسكر كرامي وتوفي في مستشفى المخيم في 14 أغسطس 2015 بعد أن اشتكى من آلام في الصدر. ودفن في اليوم التالي في مدينة زامبوانجا.

## الذكرى
تحيي الشرطة الوطنية الفلبينية ذكرى وفاة الجنرال باتالا والعقيد أبيندان كل عام. تم تغيير اسم معسكر كاوا كاوا نفسه إلى معسكر العميد إدواردو ب باتالا، ومعسكر آخر للشرطة الوطنية الفلبينية في مرسيدس في مدينة زامبوانجا حيث أطلق عليه اسم كامب كولونيل روميو أبيندان تكريما لضباط الشرطة القتلى.

## في الثقافة الشعبية
صدر فيلم يصور الحصار بعنوان: القبض: بات ريزال علي مذبحة زامبوانجا، صدر في 8 مارس 1989. أخرجه كارلو جيه كاباراس، وهو من بطولة رامون ريفا في دور ريزال علي وإدي جارسيا في دور العميد الجنرال إدواردو باتالا.